# Cahenia mima
Cahenia mima är en tvåvingeart som beskrevs av Verbeke 1960. Cahenia mima ingår i släktet Cahenia och familjen parasitflugor.
Artens utbredningsområde är Kongo. Inga underarter finns listade i Catalogue of Life.